# De Vlasakkers
De Vlasakkers is een natuurgebied van 260 hectare bij Soest in de provincie Utrecht.
Het gebied ten zuidoosten van Soestduinen en noordoosten van Soesterberg aan de westzijde van Amersfoort ligt op een van oost naar west lopende heuvelkam van de Utrechtse Heuvelrug.

## Geschiedenis
De Vlasakkers is net als De Stompert een gebied met veel reliëf, en is ontstaan in de ijstijden. Gletsjers schoven rivierzand voor zich uit en stuwden het hier op. Vanwege de hoge ligging, het hoogste punt is 54 meter, werd het gebied gebruikt om grafheuvels op te werpen. 
De naam 'Vlasakkers' herinnert aan de vroegere vlasteelt. Het vlas was de grondstof voor touw en lijnzaadolie.
Sinds 1872 is het gebied voor een deel militair oefenterrein. Dit oefenterrein ligt naast de Amersfoortse Bernhardkazerne, waarin  het Cavaleriemuseum is opgenomen. Tegenwoordig worden grote stukken met rust gelaten. Aan de rand van het gebied lag Stopplaats De Vlasakkers, een voormalige stopplaats aan de Centraalspoorweg tussen Utrecht en Zwolle.
In het kader van het project ‘Hart van de Heuvelrug’ moeten versnipperde natuurgebieden in Utrecht met elkaar worden verbonden. Sinds 2016 verbindt een ecoduct De Vlasakkers met militair oefenterrein Oude Kamp. Dit ecoduct ‘Boele Staal’ over de Amersfoortsestraatweg wordt ook ecoduct ‘Vlasakkers’ genoemd.

## Flora en fauna
Het gebied staat bekend om haar eikenstrubbenbossen. Een dergelijk bos werd om de tien tot vijftien jaar afgezaagd. De stobben ('strubben') werden gespaard, zodat de bomen opnieuw konden uitlopen. 
Behalve eiken zijn er veel berken en af en toe een beuk, een grove den of een tamme kastanje.
Naast dalkruid, dwergviltkruid en echt duizendguldenkruid komen ook eenjarige hardbloem, grote teunisbloem, gewoon biggenkruid, hengel, Sint Janskruid en Jacobskruiskruid voor. Andere planten in het gebied zijn kleine leeuwentand, koningskaars, rood guichelheil, tormentil, valse salie, wilde kamperfoelie, veldhondstong en zeepkruid.
In het gebied komen veel vossen en konijnen voor, de vele reeënwissels tonen ook de aanwezigheid van het ree aan. In natte delen leeft de kamsalamander en komen verschillende soorten libellen en vlinders voor. Veel van de heideveldjes zijn aangevreten door het heidehaantje. Dit haantje heeft in het hiërogliefenlieveheersbeestje, dat ook in het gebied voorkomt, een natuurlijke vijand.